# Liste der Flughäfen in Ägypten
Die Liste der Flughäfen in Ägypten zeigt die Flughäfen und Flugplätze des afrikanischen Staates Ägypten, geordnet nach Orten.
| Ort                          | ICAO-Code | IATA-Code | Name des Flughafens                  | Passagiere     |
| ---------------------------- | --------- | --------- | ------------------------------------ | -------------- |
| Abu Simbel                   | HEBL      | ABS       | Flughafen Abu Simbel                 | 19992 (2021)   |
| El-Alamein                   | HEAL      | DBB       | Flughafen El-Alamein                 |                |
| Alexandria                   | HEAX      | ALY       | Flughafen Alexandria El Nouzha       |                |
| Alexandria                   | HEBA      | HBE       | Flughafen Burg al-ʿArab              | 2000 (2023)    |
| al-Arisch                    | HEAR      | AAC       | Flughafen al-Arisch                  |                |
| Assiut                       | HEAT      | ATZ       | Flughafen Assiut                     | unbekannt      |
| Assuan                       | HESN      | ASW       | Flughafen Assuan                     | 322141 (2021)  |
| Berenike                     | ?         | EES       | Flughafen Berenike (Januar 2020)     |                |
| Charga                       | HEKG      | UVL       | Flughafen Charga/New Valley          |                |
| Dachla                       | HEDK      | DAK       | Flughafen Dachla                     |                |
| El Hassana, North Sinai      | ?         | ?         | Flughafen Bardawil (Oktober 2020)    |                |
| Hurghada                     | HEGN      | HRG       | Flughafen Hurghada                   | 8700000 (2023) |
| Kairo                        | HEAZ      |           | Flughafen Kairo-Almaza               |                |
| Kairo                        | HECA      | CAI       | Flughafen Kairo-International        | 26000 (2023)   |
| Luxor                        | HELX      | LXR       | Flughafen Luxor                      | 368167 (2021)  |
| Madinat as-Sadis min Uktubar | HESX      | SPX       | Flughafen Sphinx International       | unbekannt      |
| Marsa Alam                   | HEMA      | RMF       | Flughafen Marsa Alam                 | 770990 (2021)  |
| Marsa Matruh                 | HEMM      | MUH       | Flughafen Marsa Matruh               | unbekannt      |
| al-Minya                     | HEMN      | EMY       | Flughafen al-Minya                   |                |
| Port Said                    | HEPS      | PSD       | Flughafen Port Said                  |                |
| St. Katharina                | HESC      | SKV       | Flughafen Santa Katarina-Mount Sinai |                |
| Scharm asch-Schaich          | HESH      | SSH       | Flughafen Scharm asch-Schaich        | 5900000 (2023) |
| Sharq El Oweinat             | HEOW      | GSQ       | Flughafen Sharq El Oweinat           |                |
| Sohag                        | HESG      | HMB       | Flughafen Sohag                      | unbekannt      |
| Taba                         | HETB      | TCP       | Flughafen Taba                       | 16857 (2021)   |
| at-Tur                       | HETR      | ELT       | Flughafen at-Tur                     |                |

Weitere Flugplätze
- Bilbeis RAF Station
- Deversoir RAF Station
- Kabrit RAF Station
- Kasfareet RAF Station
- Fayid RAF Station
- Um Barka Oil Field Airstrip
- El Gora (HEGR)
- El Gouna (HEGO)
- Siwa Airport (SEW)
- Kairo:
  - Almaza Air Base (HEAZ; Militär) oder auch Almaza Airport (Zivil)
  - Cairo Capital International Airport (CCE/HECP)
  - Cairo International Airport (CAI/HECA), ehemals Farouk Airport sowie Payne Field Air Base
  - Cairo West Air Base (HECW), teilt Infrastruktur mit Sphinx International Airport (SPX/HESX)
  - Rod-el-Farag Seaplane Base